# NGC 1452
NGC 1452 je galaksija u zviježđu Eridan.

## Vanjske poveznice
- SEDS: NGC 1452